# آلبر دوپنتل
آلبر دوپنتل (فرانسوی: Albert Dupontel‎؛ زادهٔ ۱۱ ژانویهٔ ۱۹۶۴) بازیگر، کارگردان و فیلم‌نامه‌نویس اهل فرانسه است.
وی در ابتدا کارش را به عنوان یک استندآپ کمدین آغاز نمود.
از فیلم‌هایی که وی در آن نقش داشته است، می‌توان به برگشت‌ناپذیر، یکشنبه طولانی نامزدی، شفیره، بای بای کله‌پوک‌ها و پاریس اشاره کرد.

## جوایز
- برنده جایزه سزار بهترین فیلمنامه برای فیلم 9 Month Stretch- سال ۲۰۱۴